# José Torres Padilla
Pour les articles homonymes, voir Padilla.
José Torres Padilla (25 août 1811 - 23 avril 1878), est un prêtre espagnol, professeur de théologie, confesseur, qui contribua à la fondation des Sœurs de la compagnie de la Croix. Il était surnommé "le saint" à Séville. L'Église catholique, après avoir entamé la procédure pour la reconnaissance de sa sainteté, l'a déclaré bienheureux le 9 novembre 2024.

## Biographie
Il est né sur l'île canarienne de La Gomera.
À l'âge de cinq ans, il est tombé dans un puits très profond à l'école, essayant d'imiter les garçons plus âgés qui sautaient par-dessus. Il a failli mourir et le fait qu'il ait pu sauver sa vie est attribué à une intervention surnaturelle.
Après une douloureuse maladie de son père qui a beaucoup impressionné sa femme, ils sont tous deux décédés le même jour. Après cette double orphelinat, une parente a recueilli les quatre enfants et les a traités comme s'ils étaient ses propres enfants.
À la suite de sa vocation, à l'âge de 16 ans, il s'installe à Tenerife pour étudier à l'Université de San Fernando de La Laguna ; Dans cette ville, il passa la première année de philosophie et étudia la logique et les mathématiques, le latin et les sciences humaines. Lorsque cette université ferma, en 1833 il s'embarqua vers Séville pour poursuivre ses études.
Ordonné prêtre le 27 février 1836, après un bref apostolat à Grenade, il fut nommé en 1842 professeur de théologie au grand séminaire de Séville. Il y enseignera également l'histoire ecclésiastique et la patrologie à partir de 1857. En 1868, il est nommé à Rome consulteur pontifical dans la commission de discipline ecclésiastique, en vue de la préparation du Concile Vatican I. De retour à Séville en 1871, il retrouve sa charge professorale, à laquelle s'ajoute sa nomination comme chanoine de la cathédrale. C'est à ce titre qu'il déploya un ministère notable de direction spirituelle et de confesseur.
En 1862, José Torres Padilla rencontre Maria de los Angeles Guerrero Gonzalez, qu'il dirigea spirituellement et amena à découvrir sa vocation. Avec son soutien, et avec la compagnie de plusieurs jeunes femmes, Maria de los Angeles lança la fondation ce qui deviendra la congrégation des Sœurs de la compagnie de la Croix, dédiée aux pauvres et aux miséreux.
Jusqu'à sa mort, José Torres Padilla s'impliqua dans l'assistance aux pauvres et à la formation spirituelle des Soeurs de la Croix, en plus de sa charge professorale. Il était surnommé el santo (le saint).

## Culte et vénération

### Béatification
Le 21 mai 2022, le pape François déclara l'héroïcité des vertus de José Torres Padilla, lui attribuant ainsi le titre de vénérable.

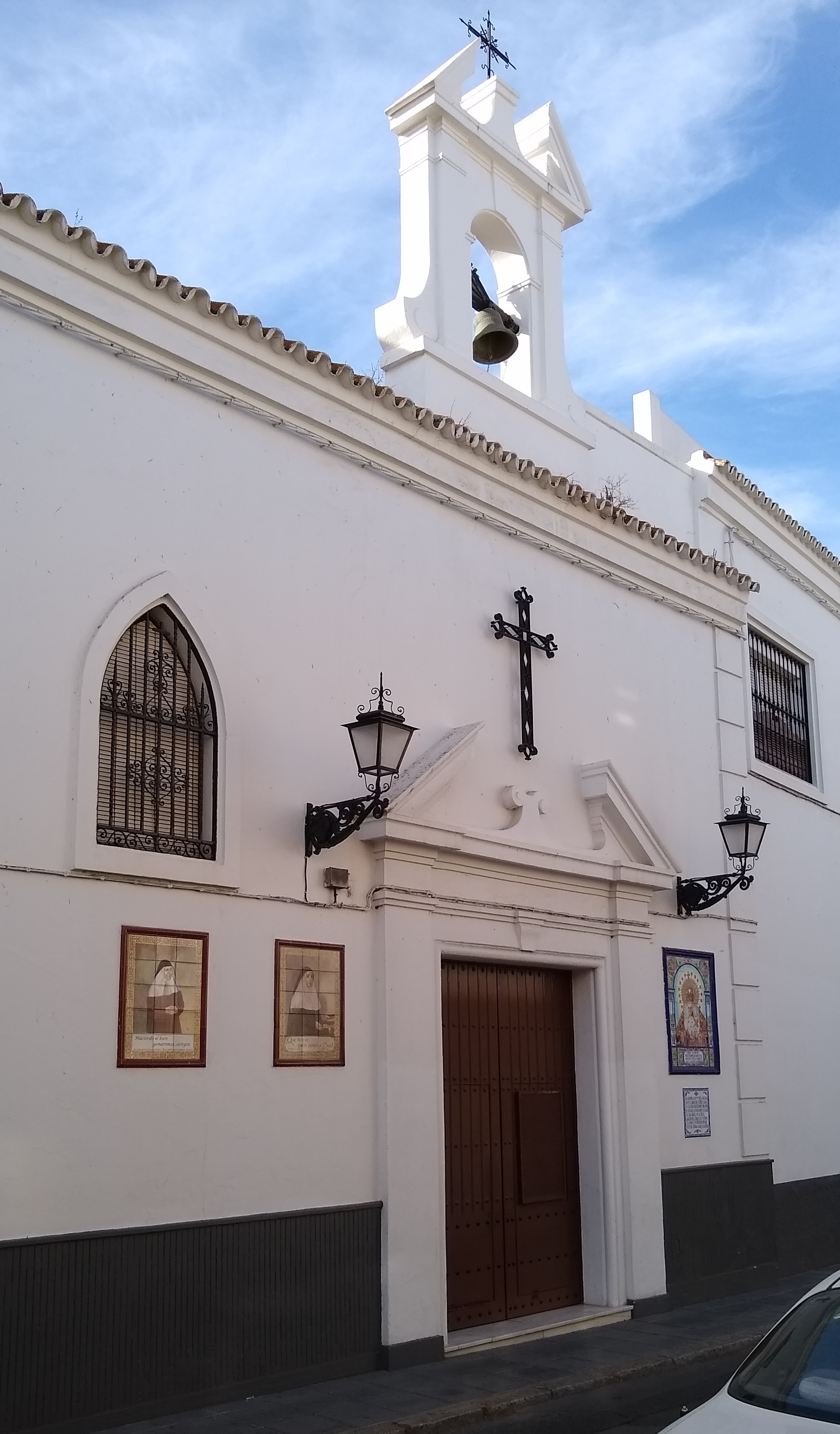
L'église de la Compagnie de la Croix à Séville.

Le 14 mars 2024, le pape François reconnu comme authentique un miracle attribué à l'intercession de José Torres Padilla, lui ouvrant ainsi les portes de la béatification. Il s'agit d'une guérison totale et instantanée, en 2018, d'une maladie cardio-pulmonaire d'une femme dont l'état était grave.
Il a été béatifié par le cardinal Marcello Semeraro, préfet du Dicastère pour les causes des Saints, envoyé du pape François, le 9 novembre 2024 en la cathédrale de Séville.

### Vénération
La tombe de José Torres Padilla est située dans la crypte de la Maison mère des Sœurs de la Compagnie de la Croix à Séville. Ses restes y avaient été transportés 5 ans après mort, par la volonté de sainte Angèle de la Croix.